# Recital piosenek
Recital piosenek – drugi album studyjny polskiej piosenkarki Anny German.
W 2001 roku album ten ukazał się na płycie kompaktowej.
Annie German towarzyszą zespoły pod dyr. Leszka Bogdanowicza i Katarzyny Gärtner. Piosenka „Zimowe dzwony” istniała już jako nagranie radiowe z orkiestrą Bogusława Klimczuka. W karierze Anny German był to moment, gdy jej talentem pieśniarskim zachwycała się publiczność renomowanych festiwali europejskich. W kraju, na każdą jej nową piosenkę, na każdy występ oczekiwano w największym napięciu.

## Lista utworów
| 1.  | "Cyganeria" (Giorgos Muzakis)                      | 3:23  |
|     |                                                    |       |
| 2.  | "Zimowe Dzwony" (Bogusław Klimczuk)                | 4:04  |
|     |                                                    |       |
| 3.  | "A Jeżeli Mnie Pokochasz" (K. Gärtner)             | 2:55  |
|     |                                                    |       |
| 4.  | "I Znowu Płyną Statki W Nowy Rejs" (Henryk Hubert) | 3:28  |
|     |                                                    |       |
| 5.  | "Stanęliśmy Nad Jeziorem" (K. Gärtner)             | 4:21  |
|     |                                                    |       |
| 6.  | "Wędrówka Z Cieniem" (Adam Wiernik)                | 2:41  |
|     |                                                    |       |
| 7.  | "Over And Over" (Henryk Wars)                      | 3:49  |
|     |                                                    |       |
| 8.  | "Chcę Być Kochaną" (K. Gärtner)                    | 3:02  |
|     |                                                    |       |
| 9.  | "Szansa" (Marek Sart)                              | 2:40  |
|     |                                                    |       |
| 10. | "Skrzydlaty Koń" (Adam Skorupka)                   | 3:09  |
|     |                                                    |       |
| 11. | "A Kiedy Wszystko Zgaśnie" (K. Gärtner)            | 4:07  |
|     |                                                    |       |
| 12. | "Cygański Wóz" (K. Gärtner)                        | 3:11  |
|     |                                                    |       |
|     |                                                    | 40:50 |
|     |                                                    |       |